# Amisulprid

Strukturformel

Amisulprid är ett  antiemetiskt och antipsykotiskt läkemedel vilket i låga doser behandlar illamående men även depression det i låga doser ger en ökning av dopaminaktiviteten. I högre doser är Amisulprid ett effektivt medel för behandling av schizofreni och akut psykos. Studier har visat att Amisulplrid är lite mer effektivt än Olanzapin i terapeutiska doser.
Amisulprid har olika handelsnamn för  olika användningsområden. Som antiemetiskt kallas det Barhemsys och som antipsykotika Solian och marknadsförs för behandling av dystymi under varumärket Deniban.
Kemiskt sett är Amisulprid ett benzamidderivat med en struktur och kemi som liknar den för Sulpirid och Sultoprid.
Amisulprid är förknippat med påtaglig prolaktinstegring, vilket kan orsaka amenorré och galaktorré hos kvinnor. Amisulprid ger sällan viktökning.
Amisulprid "upptäcktes" år 1975 och tillhandhölls av läkemedelsföretaget Sanofi-Aventis. Amisulprid introducerades av Sanofi-Aventis första gången i England under november år 1997. Efter att patentet gick ut under år 2008 finns även generiska läkemedel med substansen. Amisulprid är inte ett registrerat läkemedel i Sverige.
Amisulprid administreras vanligen 2 gånger dagligen. Beredningsformer av amisulprid är tabletter, oral lösning och injektion.
Amisulprid binder till ett lågt antal receptorer, men receptorer som är inblandade för dess farmakologiska verkan är: 5-HT2B,  5-HT7, dopamin D2 och dopamin D3 samt GHB-receptorn. Alla tros ha en viktig roll för amisulprids fungerade farmakologiska tillvägagångssätt.

## Syntetiseringen och historia
Amisulprid syntetiserades år 1975 och var bland de sista antipsykotiska benzamidderivat som syntetiserades. Tidigare av samma serie var bland annat Sulpirid, som syntetiserades 1964.

## Tillgänglighet på olika marknader
Amisulprid är inte godkänd av Food and Drug Administration för användning inom USA, men den används i vissa länder i Europa (bland annat i Frankrike, Tyskland, Italien, Schweiz, Ryssland och England) samt i Israel, Mexiko, Indien, Nya Zeeland och Australien för att behandla psykoser och schizofreni.
Amisulprid är inte registrerat som läkemedel i Sverige, men kan användas efter tillstånd (licens) från Läkemedelsverket då läkaren ansöker åt patienten till läkemedelsverket för få den till användning.

## Överdos
Överdoser av amisulprid har kopplats till torsades de pointes.

## Effektivitet
I en 2013 studie i en jämförelse av 15 antipsykotiska mediciner i effektivitet i behandling av schizofreniska symtomer, amisulprid var rankad tvåa. Den demonstrerade hög effektivitet. 11% mer effektiv än olanzapin (3:e), 32-35% mer effektiv än haloperidol, quetiapin, och aripiprazol, och 25% mindre effektivitet än klozapin (1:a).
I en studie minskade ångest mätt med HAM-A total medelvärde signifikant mer med amisulprid 50 mg/dag (63%) än med  fluoxetin 20 mg/dag (54%; P = 0.021). En annan studie nyligen anför att amisulprid är en första hands behandling för akut psykos. I Sverige betraktas amisulprid som ett tredje hands medel för behandling av schizofreni och alternativ till klozapin. 
Från studie som jämförde effekten bedöms Amisulprid (Solian) jämförbart med Olanzapin och Risperdal för dess effektivitet.

## Farmakokinetik
Amisulprid har en eliminationshalveringstid på 14.5 till 17.3 timmar. Amisulprid når maximal plasmakoncentration efter 3–4 timmar. Jämviktskoncentration uppnås efter ungefär 2–3 dagar.
Det har studerats hur mat hade effekt på absorptionen av Amisulprid. Mat visade sig kunna öka upptag av medicinen med 1.5 gånger.

## Farmakologi
Amisulprid har visat sig ha en kraftig dopamin D2-ockupans i striatum.
Amisulprid vid de lägre doserna stimulerar delvis dopamin D2-receptorn men vid högre doser så blockeras dopamin D2-receptorn. Låga doser av Amisulprid resulterar i en ökning av dopaminaktiviteten och därför har låga doser av amisulprid använts för att behandla klinisk depression. 
Amisulprid har visat sig ha hög affinitet till GHB-receptorn. Amisulprid och dess släkting sulpirid har visats binda till och stimulera GHB-receptorn i doser som används terapeutiskt. På grund av detta tror man att amisulprids och sulpirids stimulering av GHB-receptorn kan bidraga till effektiviteten i behandlingen av psykoser. Enligt den forskning som bedrivits på Amispulprid anser man att D2 och särskilt GHB är effektkällor.
Amisulprid har en stark 5-HT7-antagonism. Antidepressiva egenskaper hos läkemedlet kunde framhållas.
Amisulprid liksom Sulpirid och Sultoprid binder inte till 5-HT2A. muskarina kolinerga receptorer eller till histaminreceptorerna. Det binder inte heller till alfa1-adrenoreceptorerna.

## Biverkningar
Biverkningar av amisulprid inkluderar stegring av prolaktin, vilket orsakar amenorré och galaktorré hos kvinnor. Illamående förekommer och mindre vanligt är viktökning. Extrapyramidala bieffekter får 11% av de som tar medlet. Sömnlöshet förekommer bland 10% av användarna. Andra biverkningar inkluderar ångest (7%) och agitation (5%). Allergisk reaktion kan inträffa. Mindre vanligt är att få förlängt Qt intervall (vilket kan orsaka allvarliga hjärtarrytmier). Överdoser av amisulprid har dock kopplats till torsades de pointes.

### Viktuppgifter
I en 4 veckors studie för psykossjukdomar rapporterade 5.2% av deltagarna att de gick upp i vikt (genomsnittlig viktuppgång på 2.73 kg).  I en period vid 8 veckor rapporterade 8.2% av deltagarna att de gick upp i vikt (genomsnittlig viktuppgång på 4.34 kg).
Vid rapporterade biverkningar, där 921 personer hade Amisulprid rapporterade 6% av deltagarna att de får viktökning.
Vid långtidsbehandling i en 6 månaders studie för schizofreni rapporterade 18% av deltagarna en ökning av kroppsvikten med 7% eller mer. Amisulprid hade därmed betydligt lägre viktuppgång än Risperidon där det setts viktuppgång hos 33%.